# 沼澤站
沼澤站（法語：Station de la Savane）位於加拿大魁北克省蒙特利爾市，是蒙特利爾地鐵2號線其中一個車站。

## 車站結構
整個車站位於迪卡里大道地底。

## 利用狀況
本站的使用率是整個系統中最低。因为附近没有住宅区，只能依靠每半小时17路公车带来一些客流。

## 接驳巴士
```
17 Décarie
夜晚及凌晨路线
368 Mont-Royal 
371 Décarie
376 Pierrefonds/Centre-Ville
382 Pierrefonds/St-Charles
```

## 外部連結
- （法文）（英文）蒙特利爾交通局：沼澤站 （页面存档备份，存于）（英文） （页面存档备份，存于）
- （法文）（英文）：沼澤站 （页面存档备份，存于）（英文） （页面存档备份，存于），含有沼澤站的資訊、歷史、車站結構與藝術品資料。